# Robert Hiltenbrand
Robert Hiltenbrand, né le 19 février 1941 à Bergholtz (Haut-Rhin), et mort le 29 octobre 2010 à Cuers (Var), est un coureur cycliste français.

## Biographie
Robert Hiltenbrand commence le cyclisme au Vélo Club Alsatia Guebwiller en 1958. 
Chez les amateurs, il court successivement au VC Fontenay-sous-Bois, à l'US Franco-Belge puis à l'ACBB, remportant environ 110 courses. En 1966, il est sélectionné en équipe de France pour participer aux championnats du monde, disputés sur le Nürburgring. Avec ses coéquipiers français, il se classe quatrième du contre-la-montre par équipes, à seulement sept secondes de l'équipe d'Italie, troisième.
Il passe professionnel en 1967 chez Mercier-BP-Hutchinson, dirigée par Antonin Magne. Coéquipier de Raymond Poulidor, il n'est cependant pas conservé en fin d'année. Pour la saison 1968, il rejoint l'équipe Frimatic-de Gribaldy. Il quitte finalement les rangs professionnels dès le mois de juin.

## Palmarès
- 1964
  - 3e de Paris-Vailly
- 1965
  - 3e de Paris-Dreux
- 1966
  - Grand Prix de Boulogne
  - 2e étape de Paris-Saint-Pourçain (contre-la-montre par équipes)
  - 2e de Paris-Forges-les-Eaux
  - 2e du championnat de France des sociétés
  - 3e de Paris-Saint-Pourçain
  - 3e du Mérite Veldor
- 1969
  - Grand Prix de Haguenau
- 1970
  - Critérium du Printemps
  - 3e de Nancy-Strasbourg